# 누르간도지휘사사
누르간도지휘사사(奴兒干都指揮使司, Nurgan Regional Military Commission)는 명(明)대 설치되었던 행정 소재지이다. 아무르강(Amur River) 둑에 있었으며, 바다로부터 약 100km 떨어져 있었다. 누르간성 (奴兒干城, Nurgan city, 오늘날 러시아 티르)에 있었다. 누르간은 여진문자(女眞文字)로 ' nu ru (g)ə(n)'이라고 쓰며, '그림(painting)'이라는 의미이다.

## 역사
누르간도사는 명목상으로는 1409년에 설립되었으며 1435년 철폐되었다. 누르간은 관음보살(觀音菩薩)을 모시는 영녕사(永寧寺) 자리에 있었다. 1413년 이시하(亦失哈, Išiqa)가 절을 설립했다. 영녕사 건립은 영녕사비(永寧寺碑)에 한문, 몽골문, 여진문으로 적혀 있다. 누르간도사는 명대 만주 지배 기간 동안 중요한 역할을 하였다. 최소한 아무르강 하류 부족들의 명조에 대한 명목상의 동맹을 획득하였다.
명(明) 태조(太祖) 주원장(朱元璋)의 북벌(北伐) 후, 흑룡강 누르간 지구에서 이전에 원(元)에 귀부한 부락 수장들이 명에 귀순하였으며, 원의 정동원수부(征東元帥府, 혹은 정동초토사征東招討司) 제도를 참조하여 책봉할 것을 요청하였다.
영락(永樂) 원년(1403) 명 성조(成祖) 주체(朱棣)가 건주위(建州衛, 현재의 흑룡강성 동녕시東寧市 부근)를 설치하고 아하추(阿哈出)를 지휘사(指揮使)로 삼았다. 형추(邢樞) 등이 누르간(奴兒干, 원 정동원수부 옛터, 현재의 러시아 니콜라예프스크Nikolayesk 티르Tyr)에 전유하여 부락들을 정식으로 초무했다. 이로써 명의 동쪽 영역이 확대되었다. 같은해 음12월, 올자위(兀者衛, 현재의 흑룡강성 수화시綏化市 부근)를 설립했다.
영락 2년(1404) 누르간 등의 기미위소(羈縻衛所)를 세웠고, 이후 현지에서 잇달아 130여 개의 위소를 세웠다. 그러나 이러한 위소들과 누르간도사 사이에는 속하 관계가 아니었다. 영락 3년(1405) 모련위(毛憐衛, 현재의 길림성吉林省 도문시圖們市 부근)흘 세웠다. 영락 6년(1408), 여진 지역에 자재주(自在州, 현재의 요녕성遼寧省 요양시遼陽市), 안락주(安樂州, 현재의 요녕성 개원시開原市 북쪽)를 세우고 여진인을 초무했다.
영락 7년(1409), 영락제(永樂帝)는 만주 남부 지역 해서여진(海西女眞)과 건주여진(建州女眞)과의 관계를 구축해 두고 있었다. 영락제는 이시하에게 명령하여 아무르강 유역 원정을 준비할 것을 지시하였다. 이를 통해 영락제는 일대 거주하는 누르간여진에게 명의 권위를 보이고 이들을 명과의 관계에 들어오게 하는 한편, 명의 동몽골 원정에서 누르간인들이 문제를 일으키지 않도록 확실하게 하고자 하였다.
1413년 이시하도 사할린섬(Sakhalin Island) 연안을 방문하여 지역 부족장에게 명의 관직을 주었다.
일부 자료에서는 영락 연간에 제야강(Zeya River) 하구로부터 아무르강 하류 연안 왼쪽(북서쪽) 아이훈(Aigun, Aihun, 璦琿)에 약 20년간 중국 요새가 있었다고 전한다. 명대 아이훈은 청대 아이훈의 반대편 강둑에 있었다.
이시하의 마지막 사절단 임무는 누르간 추장의 퇴위와 아들의 즉위와 관련되어 있다. 이시하는 1432년 행사에 참석, 관인을 전달하고 복속의 의미로 선물을 주었다. 이때 이시하의 선단은 대형선박 50척과 병사 2,000여 명으로 구성되었으며, 북경(北京)에 오래 살고 있던 새로운 추장을 티르(Tyr)로 데려갔다.

## 조공
명이 사할린과 아무르강 유역으로부터 조공을 받았을 때, 사할린의 니브흐인(Nivkh) 여성들은 한족 명조 관료와 결혼하였다. 복라하(卜羅河), 낭가르(Nanghar), 올렬하(兀列河)는 원(元)의 초소로, 1308년 원과의 전투가 끝난 후, 아이누(Ainu)로부터 조공을 받기 위하여 설치되었다. 사할린과 아무르강 유역 명의 전초기지들은 사할린 아이누로부터 가죽을 조공으로 받았고, 1409년 영락제가 누르간도사 설치와 함께 영녕사가 세워지면서 15세기에는 윌타인(Uilta)과 니브흐인으로부터 받았다. 명은 또한 올렬하 기지를 설치하고 사할린 원주민 수장들로부터 위진무(衛鎭撫), 지휘첨사(指揮僉事), 지휘동지(指揮同知), 지휘사(指揮使) 등의 관직을 준 이후, 1431년 사할린의 지휘첨사 알리거(Alige)로부터 담비 펠트 가죽 조공을 받았다. 1437년, 명은 추장 알링거(Alingge), 퉈링하(Tuolingha),  산적합(散赤哈), 차로합(劄魯哈)로부터 조공을 받았다. 사할린 원주민 부족들 내 추장들의 지위는 아버지로부터 아들에게 세습되었으며 아들은 아버지와 함께 올렬하로 왔다.
조공을 받은 후, 명은 사할린 아이누, 윌타, 니브흐에게 지위에 따라 비단 관복을 주었다. 연해주 지역은 복속된 민족에 대한 명의 제도를 시행하는 사람을 사할린 원주민들을 위해 두었다. 퉁구스 집단이 1456-1487년에 걸쳐 이 무역에 뛰어들면서, 사할린은 이 무역을 통해 내륙 아시아로부터 온 철기를 받았다. 지역 원주민 위계를 통해 명에게는 이들에게 종합적인 정치적 기구 설치가 주어졌다.
사할린 명 제도는 청조에도 이어졌다.
만주의 명 지배로 인해 중국의 설 명절, 신과 같은 중국 문화와 종교 영향, 용이나 나사, 족자와 같은 중국적 특색, 농업, 가축 사육, 난방, 철솥, 비단, 솜과 같은 물품이 우데게(Udeghe), 울치(Ulchi), 나나이(Nanai) 등 아무르 원주민들에게 확산되었다.